# مورننغ بوست
صحيفة مورنينغ بوست (بالإنجليزية: The Morning Post)‏ صحيفة يومية محافظة نُشرت في لندن من 1772 إلى 1937، عندما استحوذت عليها الديلي تلغراف.